# Petrogale xanthopus
El walabí de las rocas de patas amarillas (Petrogale xanthopus) es una especie de marsupial diprotodonto de la familia Macropodidae.
La especie tiene el lomo gris marrón, al igual que su cola, que además tiene una banda lateral amarilla, barriga blanca, y pies y manos amarillas. Un adulto completamente desarrollado mide unos 60 cm de altura y pesa entre 7 y 13 kg.
Se encuentra en Victoria noroccidental, en el este de Australia Meridional y en pequeñas poblaciones apartadas en Queensland. No vive en lugares cercanos a asentamientos humanos, prefiriendo las zonas rocosas. Vive en grupos de menos de 20 individuos.
Posee dos subespecies. La primera, Petrogale xanthopus xanthopus tiene una población de 5.000-10.000 individuos en Queensland y se encuentra clasificada como vulnerable en el listado de IUCN.
La otra subespecie, P. x. celeris, está clasificada como próxima a estar amenazada.